# Systemzentrum Drehflügler Heer
Das Systemzentrum Drehflügler Heer (SysZDrehFlH) ist eine Dienststelle des Heeres der Bundeswehr mit Standort in Donauwörth.
Das am 1. Juli 2015 aufgestellte Systemzentrum untersteht dem Kommando Hubschrauber in Bückeburg und befindet sich auf dem Gelände des Werkes von Airbus Helicopters zusammen mit der Güteprüfstelle der Bundeswehr Donauwörth. Beide Dienststellen haben zusammen etwa 130 Mitarbeiter. Das Systemunterstützungszentrum Hubschrauber (SUZ) als zivil-militärische Kooperation ist mit seinem militärischen Personal Teil des Systemzentrums.

## Auftrag
Aufgabenschwerpunkt des Systemzentrums ist die Fehlerdiagnostik am Transporthubschrauber NH90 und am Kampfhubschrauber Tiger. Dazu findet eine enge Zusammenarbeit mit Mitarbeitern von Airbus Helicopters statt.

## Geschichte
Das Systemzentrum Drehflügler Heer ging aus dem Systemzentrum 22 (SysZ 22) der Luftwaffe hervor, das zum 1. April 2014 als eigenständige Dienststelle aufgestellt und dem Waffensystemunterstützungszentrum 2 in Diepholz unterstellt worden war. Zuvor war es Teil des Waffensystemunterstützungszentrums in Landsberg am Lech. Am 29. Juni 2015 wurde das Systemzentrum 22 von der Teilstreitkraft Luftwaffe zum Heer übergeben und erhielt infolgedessen die neue Bezeichnung.